# Dwarf Records (hardcore)
Dwarf Records was een Nederlands platenlabel, dat hardcore en gabber uitbracht. Het was actief in de periode 1994-2001 en was gevestigd in Den Haag.
Op het label kwam muziek uit van onder meer Scott Brown, DJ Gizmo, Lars W.A. Op 't Hof (Warlock, Stingray. El Bruto), DJ Isaac, Norman Harinck (DJ Norman) en The Viper.